# Хотиславська сільська рада
51°45′59″ пн. ш. 24°7′22″ сх. д. / 51.76639° пн. ш. 24.12278° сх. д.
Хоти́славська сільська́ ра́да (біл. Хаці́слаўскі сельсавет) — адміністративно-територіальна одиниця у складі Малоритського району, Берестейської області Білорусі. Адміністративний центр сільської ради — село Хотислав.

## Географія
Хотиславська сільська рада розташована на крайньому південному заході Білорусі, на південному заході Берестейської області, на південний схід від обласного та районного центрів. На південному заході вона межує із Оріхівською, на заході — із Олтушською, на півночі — із Великоритською, на північному сході — із Мокранською сільськими радами (всі Малоритський район), а на південному сході — із Волинською областю (Україна).
Найбільша річка, яка протікає територією сільради — Рита (62 км), ліва притока Мухавця (басейн Західного Бугу→Вісли) та її притока Малорита (30 км). Територія сільради порізана густою сіткою меліоративних каналів (басейн Рити→Мухавця).
Найвища точка сільської ради становить 168,3 м над рівнем моря і розташована за 1,5 км на південний схід від села Хотислав.
Найближчі залізничні станції — Хотислав в селі Сушитниця та Мельники в селі Мельники.

## Історія
- Сільська рада була утворена 12 жовтня 1940 року у складі Малоритського району Брестської області.
- 25 грудня 1962 року Малоритський район був ліквідований, а Хотиславська сільська рада була передана до складу Брестського району.
- 6 січня 1965 року район був відновлений і сільська рада була повернута до його складу.
- При адміністративно-територіальній реорганізації деяких районів Берестейської області 17 вересня 2013 року була ліквідована Малоритська сільська рада, частина її території із селами Замшани та Толочне передано до складу Хотиславської сільської ради.[6]

## Склад
До складу Хотиславської сільської ради входить 6 населених пунктів, із них всі села.
| Населений пункт | Статус | Населення, осіб (2009) | Координати                                                            |
| --------------- | ------ | ---------------------- | --------------------------------------------------------------------- |
| Хотислав        | село   | 988                    | 51°42′38″ пн. ш. 24°6′6″ сх. д. / 51.71056° пн. ш. 24.10167° сх. д.   |
| Замшани         | село   | 544                    | 51°50′9″ пн. ш. 24°5′13″ сх. д. / 51.83583° пн. ш. 24.08694° сх. д.   |
| Мельники        | село   | 805                    | 51°44′14″ пн. ш. 24°7′32″ сх. д. / 51.73722° пн. ш. 24.12556° сх. д.  |
| Отчин           | село   | 20                     | 51°40′16″ пн. ш. 24°5′29″ сх. д. / 51.67111° пн. ш. 24.09139° сх. д.  |
| Сушитниця       | село   | 383                    | 51°42′27″ пн. ш. 24°10′27″ сх. д. / 51.70750° пн. ш. 24.17417° сх. д. |
| Толочне         | село   | 11                     | 51°45′15″ пн. ш. 24°3′19″ сх. д. / 51.75417° пн. ш. 24.05528° сх. д.  |

- Населений пункт, хутір Зарічка (51°43′38″ пн. ш. 24°12′42″ сх. д. / 51.72722° пн. ш. 24.21167° сх. д.) — знятий із обліку населених пунктів.

## Населення
За переписом населення Білорусі 2009 року чисельність населення сільської ради становило 2196 осіб.

### Національність
Розподіл населення за рідною національністю за даними перепису 2009 року:
| Національність               | Осіб | Відсоток |
| ---------------------------- | ---- | -------- |
| білоруси                     | 1773 | 80,74 %  |
| українці                     | 374  | 17,03 %  |
| росіяни                      | 41   | 1,87 %   |
| молдовани                    | 5    | 0,23 %   |
| чуваші                       | 1    | 0,05 %   |
| дві та більше національності | 1    | 0,05 %   |
| національність не вказана    | 1    | 0,05 %   |
| Разом                        | 2196 | 100 %    |